# William S. Mailliard
William Somers Mailliard (ur. 10 czerwca 1917 w Belvedere, zm. 10 czerwca 1992 w San Francisco) – amerykański polityk, członek Partii Republikańskiej.

## Działalność polityczna
W okresie od 3 stycznia 1953 do 3 stycznia 1963 przez pięć kadencji był przedstawicielem 4. okręgu, a od 3 stycznia 1963 do rezygnacji 5 marca 1974 przez sześć kadencji był przedstawicielem 6. okręgu wyborczego w stanie Kalifornia w Izbie Reprezentantów Stanów Zjednoczonych. A od 7 marca 1974 do 1 lutego 1977 był ambasadorem przy Organizacji Państw Amerykańskich. 